# Talara unimoda
Talara unimoda är en fjärilsart som beskrevs av William Schaus 1905. Talara unimoda ingår i släktet Talara och familjen björnspinnare. Inga underarter finns listade i Catalogue of Life.